# Acadêmicos de Madureira
Grêmio Recreativo Escola de Samba Acadêmicos de Madureira é uma escola de samba da cidade do Rio de Janeiro, fundada após o Carnaval 2013. Suas cores são uma homenagem às outras escolas de samba em atividade do bairro, o azul da Portela e o verde do Império Serrano.
Algumas personalidades das duas escolas também fazem parte, tais como Quitéria Chagas e Nilce Fran.

## História
Desfilaria pela primeira vez em 2014, como bloco de enredo, pela Federação dos Blocos Carnavalescos do Estado do Rio de Janeiro, em vaga que anteriormente era da Infantes da Piedade, que teve a sua razão social transferida para a formação do novo bloco, porém, devido a problemas de logística, não conseguiu entrar na avenida.
Em Setembro de 2013, foi inaugurada a quadra do bloco, próximo das duas escolas de samba.
Em 2015, a convite da Associação das Escolas de Samba da Cidade do Rio de Janeiro, desfilou pelo recém-criado Grupo de Avaliação, na Estrada Intendente Magalhães.
Para 2016, Josimar Viana reassumiu a presidência e anunciou a diretora de carnaval, comandada por Carla Campista a criação da Comissão de Harmonia, composta por Marco Antônio "Marcão" e Luis dos Santos, todos ligados ao Prêmio Samba na Veia. Um terceiro nome havia sido anunciado na harmonia, Henrique Bianchi, mas se desligou antes do Carnaval.
Após o Carnaval, a agremiação perdeu seu carnavalesco Noam Hilton, vítima de meningite.

## Segmentos

### Presidentes
| Nome                      | Mandato                            | Ref.  |
| ------------------------- | ---------------------------------- | ----- |
| Josimar Viana             | 2013 - 2014                        | [ 4 ] |
| Sérgio Ricardo de Azevedo | (qual mês?) 2014 - (qual mês?)2014 | [ 5 ] |
| Fátima Malaquias          | (qual mês?)2014 - 2015             | [ 6 ] |
| Josimar viana             | 2015-atual                         | [ 7 ] |

### Diretores
| Ano  | Diretor de carnaval              | Diretor de harmonia                                      | Mestre de bateria        | Ref.  |
| ---- | -------------------------------- | -------------------------------------------------------- | ------------------------ | ----- |
| 2015 | Carla Campista e Daniel Thompson | Bruno Silva                                              | Mestres Bruno e Dentinho |       |
| 2016 | Carla Campista e Thayza Araújo   | Marco Antônio "Marcão", Luís dos Santos e Gabriel Macedo | Mestre Farinha           | [ 7 ] |
| 2017 | Gabriel Macedo                   | Willian Ribeiro "Leela"                                  | Mestre Farinha           | [ 8 ] |

### Intérpretes
| Período   | Intérprete oficial | Referência |
| --------- | ------------------ | ---------- |
| 2014      | Lucas Donato       | [ 9 ]      |
| 2015      | Márcio Calile      | [ 10 ]     |
| 2016-2017 | Felipe Silva       | [ 11 ]     |
| 2018      | Leandro Alegria    |            |

### Coreógrafo
| Ano       | Nome                       |
| --------- | -------------------------- |
| 2015      | Dejah Idalice              |
| 2016-2018 | Tom Barros e Daniel Durval |

### Mestre-sala e Porta-bandeira
| Ano        | Nome                              | Ref. |
| ---------- | --------------------------------- | ---- |
| 2015       | Carlos Augusto e Natalia Vieira   |      |
| 2016-2018  | Rafa Gomes e Giselly Assunção     |      |
| 2019-atual | William Miranda e Fernanda Araújo |      |

### Corte de bateria
| Ano        | Rainha            | Ref.          |
| ---------- | ----------------- | ------------- |
| 2014       | Nilce Fran        | [ 12 ]        |
| 2015-2018  | Edna Guedes       |               |
| 2019-atual | Larissa Maximiano | [ 13 ] [ 14 ] |

## Carnavais
| Ano  | Colocação                                         | Grupo            | Enredo | Carnavalesco                   | Ref.         |
| ---- | ------------------------------------------------- | ---------------- | --- | ------------------------------ | ------------ |
| 2014 | não desfilou                                      | Grupo 3 (Blocos) | "Africanas raízes - As lendas dos Orixás" | Noan Hilton e Vinicius Padilha | [ 9 ]        |
| 2015 | 8.º Lugar                                         | Série E          | "Vou comprar, vou sambar, saravá! Do jongo à capoeira, chegou Madureira!" | Noan Hilton                    | [ 10 ]       |
| 2016 | 4.º Lugar                                         | Série E          | "Viva eu, sim, para alegria de vocês; Pra ser Cubango, não se conta até três!" (Samba-enredo composto por George G.V., Orlandinho, Neide, Glória, Rô Barcellos, Suel, Cris 232, Dinha Gogui, Gilberto e Anderson Bala) | Noan Hilton                    | [ 7 ] [ 11 ] |
| 2017 | Vice-campeã                                       | Série E          | "Se é feriado aqui, eu pulo pro lado de lá. Região dos Lagos, melhor lugar não há!!!" | Noan Hilton (In Memorian)      | [ 15 ]       |
| 2018 | Vice-campeã                                       | Série D          | Berço do Samba, do Jongo á Capoeira… Chegou Madureira!” | Comissão de Carnaval           | [ 16 ]       |
| 2019 | não desfilou. Cedeu a vaga ao GRES Passa a Régua. | Série C          | O doce bailar da ancestralidade em Tia Maria do Jongo | Elídio Júnior                  |              |

## Premiações
Prêmios recebidos pelo GRES Acadêmicos de Madureira.
| Ano  | Prêmio              | Categoria / premiados                                      | Divisão | Ref.   |
| ---- | ------------------- | ---------------------------------------------------------- | ------- | ------ |
| 2016 | Troféu Jorge Lafond | Homenagem especial                                         | Série E | [ 17 ] |
| 2016 | Troféu Jorge Lafond | Troféu "O samba não pode morrer" (Wesley - Passista mirim) | Série E | [ 17 ] |